# Saunton
Saunton ist ein Ferienort ca. 4 km westlich des Dorfes Braunton an der Nordküste der englischen Grafschaft Devon. Er ist beliebt für seinen langen Sandstrand und bekannt für seinen in Design herausragenden 36-Loch-Links-Golfplatz.
Der Ort selbst umfasst wenig mehr als ein Hotel und eine Reihe von Familien-Unterkünften.

## Saunton Sands

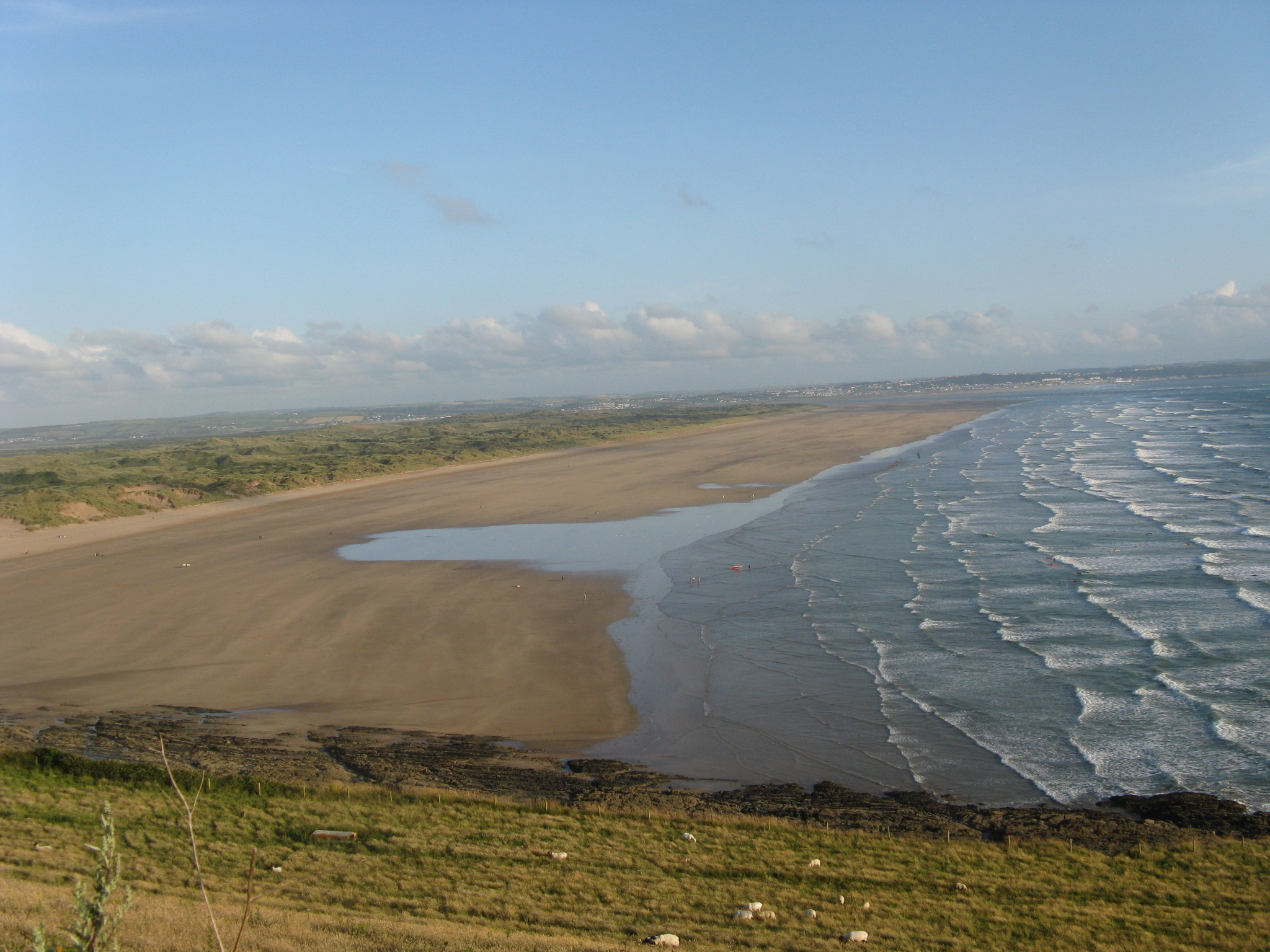
Saunton Sands

Der Strand ist Teil des Taw-Torridge-Ästuars, das zu den Areas of Outstanding Natural Beauty in Großbritannien gehört; er ist beliebt bei Surfern. Südlich schließt sich das Naturreservat der Braunton Burrows an; diese größte Sanddünenlandschaft Großbritanniens mit ca. 400 Gefäßpflanzen-Arten ist eines von 9 UNESCO-Biosphärenreservaten Großbritanniens.
Das weiß getünchte Strandhotel Saunton Sands Hotel dominiert die Nordseite des Strands.
Saunton Sands war mehr als einmal historische Kulisse für die Film- und Musikszene. 1946 wurde in der Powell/Pressburger-Produktion Irrtum im Jenseits hier die Szene gedreht, in der David Niven an den Strand gespült wird, nachdem er ohne Fallschirm aus seinem Flugzeug abgesprungen ist und diesen Absprung auf wunderbare Weise überlebt. Im Pink-Floyd-Film The Wall (1982) wurden die Szenen der Operation Shingle bei Anzio aus dem Zweiten Weltkrieg hier gedreht, und die 700 schmiedeeisernen Krankenhausbetten auf dem Cover ihres Albums A Momentary Lapse of Reason wurden ebenfalls hier aufgestellt. Für die Strand- und Dünenszenen des Videos zum Lied Angels (1997) von Robbie Williams dienten ebenfalls die Saunton Sands und die Braunton Burrows als Kulisse.
An Saunton führt der South West Coast Path vorbei, der mit 1014 km längste markierte Fernwanderweg Großbritanniens; dieser überschneidet sich hier mit dem Tarka Trail, einem weiteren, rd. 290 km langen Fernwanderweg durch Devons Binnenland, Moore und Küsten mit dem Logo des tierischen Protagonisten im Roman von Henry Williamson.

## Saunton Golf

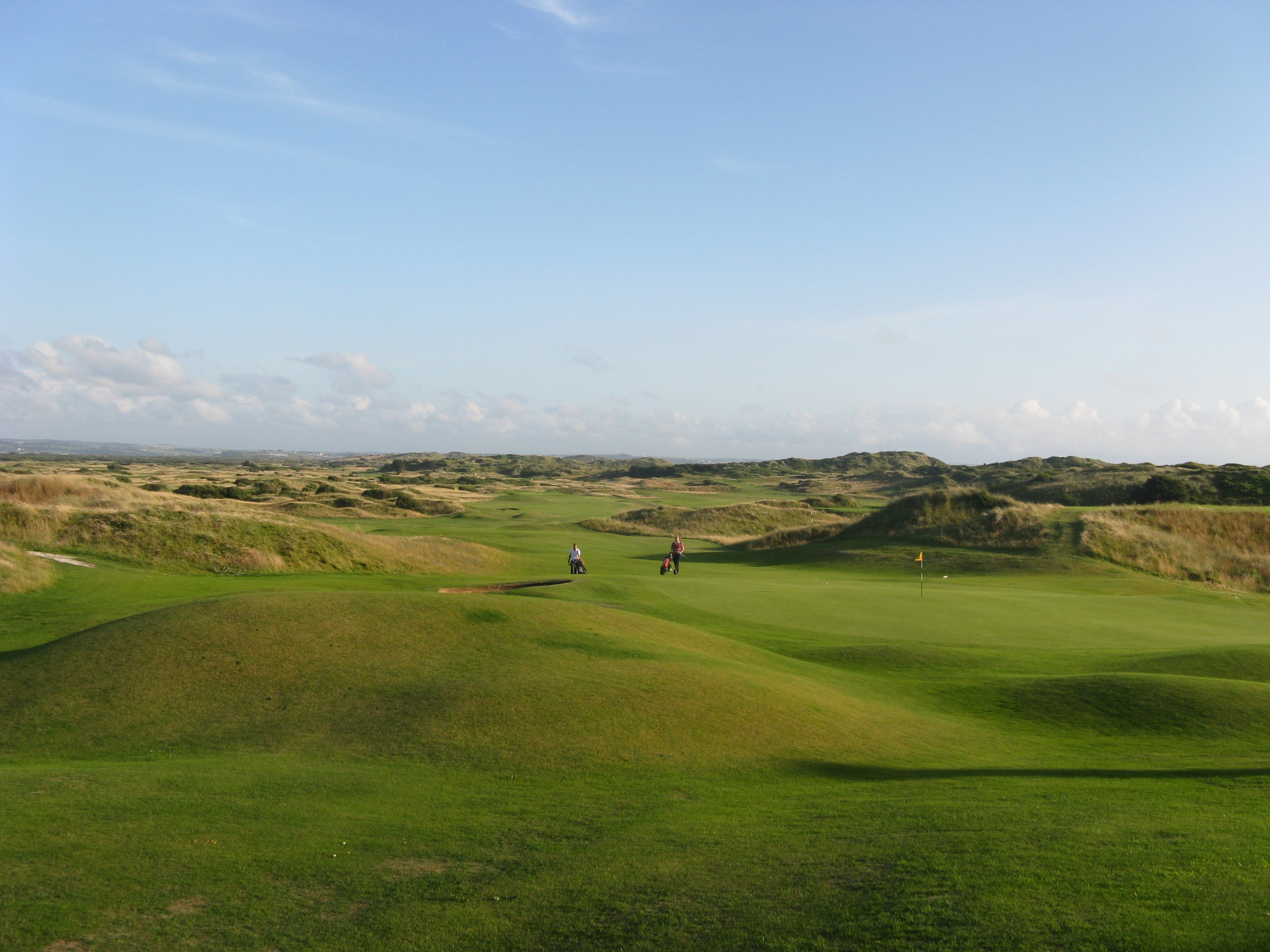
East Course, Loch 18

Den Saunton Golf Club gibt es seit Mai 1897. Der anfängliche 9-Loch-Platz wurde bis 1908 auf 18 Löcher erweitert; das ehemalige Clubhaus von 1907 existiert noch als Privathaus. 1919 gestaltete William Herbert Fowler, eine bekannte Persönlichkeit des Goldenen Zeitalters der Golfarchitektur, ihn so, dass er bereits in den frühen 1920er Jahren seinen Ruf als einen der besten Links Courses Großbritanniens aufgebaut hatte.
Matches zwischen den berühmtesten britischen Berufsgolfern dieser Zeit (Harry Vardon, John Henry Taylor, James Braid und Henry Cotton) wurden vom Club arrangiert. 1932 fand erstmals die British Ladies Amateur Golf Championship hier statt, und bis in die heutige Zeit haben regelmäßig weitere in Großbritannien bekannte Amateur-Wettbewerbe Saunton als Austragungsort gewählt.
1935 wurde Fowler gebeten, einen zweiten Golfplatz in den Links anzulegen, der heute West Course heißt (als Pendant zum älteren East Course).
Beide Plätze erlitten schwere Schäden im Zweiten Weltkrieg, als die Golfanlagen von US-Truppen zwecks Übungsgelände für den D-Day besetzt wurden. Der Club setzte deutsche Kriegsgefangene ein, um den East Course 1952 wieder bespielbar zu machen. Der von Frank Pennink restaurierte West Course konnte erst 1974 wieder eröffnet werden. Heute belegen beide Plätze mittlere Ränge in den Golf World „Top 100 Courses“, und die Eigenwerbung des Clubs macht gar geltend, nur der St Andrews Links verfüge über zwei bessere Links Courses in Großbritannien.